# Bernhard Rust
Pour les articles homonymes, voir Rust.
Bernhard Rust, né le 30 septembre 1883 à Hanovre, mort le 8 mai 1945 à Berend/Nübel a été de 1934 à 1945, pendant le Troisième Reich, ministre (Reichsminister) de la Science et de l'Éducation.

## Biographie
Il combat pendant la Grande Guerre, est blessé à la tête et obtient la croix de fer. Il entre au parti national-socialiste en 1922 et devient Gauleiter de 1925 à 1930 dans la région de Hanovre. La même année il est renvoyé de son poste d'instituteur car il est accusé d'avoir violé une élève, officiellement il est renvoyé pour « instabilité mentale », instabilité qui serait liée à sa blessure de guerre. Cela ne l'empêche pas d'être élu au Reichstag en 1930. Il grimpe les échelons de l'appareil nazi : il devient Obergruppenfuhrer des SA en 1932. Après l'arrivée d'Hitler au pouvoir, il est nommé Commissaire à l'éducation pour la Prusse en février 1933. Puis, il accède le 1er juin 1934 à l'importante fonction de ministre de la Science et de l'Éducation et à la Formation du peuple (Reichsminister für Wissenschaft, Erziehung und Volksbildung).
Il avait défini sa politique d'éducation par la phrase suivante : « Nous avons besoin d'une nouvelle race aryenne dans nos universités, car sinon nous perdrons la bataille du futur (…) la tâche principale de l'éducation est de former des nationaux-socialistes. »
Un des quelques dignitaires nazis à être resté au pouvoir pendant toute la durée du régime, il y a joué un rôle important, notamment pour l'application des lois raciales de 1933 dans l'Université. Toutefois, il n'était pas prisé par les plus hauts dignitaires du régime, comme Goebbels, Himmler ou Rosenberg, qui interféraient fréquemment dans son domaine de responsabilité et le considéraient comme quantité négligeable. Il fut constamment sous la pression et la direction de Goebbels.
En 1945, il fit un plan pour essayer de simplifier l'orthographe allemande.[réf. nécessaire]
Apprenant la capitulation allemande le 8 mai 1945, il se suicida.
Récipiendaire de son vivant d'un doctorat honoris causa de l'université de Sofia, cette distinction lui est formellement retirée par décision de l'université en février 2020, à la suite d'une lettre de l'association bulgare des survivants de l'Holocauste.